# Olenecamptus blairi
Olenecamptus blairi là một loài bọ cánh cứng trong họ Cerambycidae.